# John Cocke
Pour les articles homonymes, voir Cocke.
Compléments
Pionnier des compilateurs et de l'architecture RISC, inventeur de CYK
John Cocke, né le 30 mai 1925 à Charlotte en Caroline du Nord aux États-Unis et mort le 16 juillet 2002 à Valhalla dans l'état de New York, est un informaticien et chercheur américain.
Il est connu pour avoir contribué à l'amélioration des techniques de construction de compilateurs et pour avoir inventé l'algorithme d'analyse syntaxique CYK.
C'est également l'un des pionniers de l'architecture matérielle RISC, qui s'est matérialisée en particulier dans le projet IBM 801 dans les années 1980.

## Distinction reçues
- En 1985, John Cocke reçoit le Prix Eckert-Mauchly décernée par l'IEEE et l'ACM pour sa contribution au développement des architectures hautes performances, au parallélisme, au pipelining et à l'optimisation des compilateurs[2]
- En 1987, John Cocke reçoit le Prix Turing décerné par l'ACM pour sa contribution à l'amélioration des techniques de construction de compilateurs et la théorie des compilateurs, et pour le développement de l'architecture RISC[3]
- En 1989, John Cocke reçoit le Computer Pioneer Award décerné par l'IEEE pour sa contribution au développement du pipelining et de l'architecture RISC[4]
- En 1991, John Cocke reçoit la National Medal of Technology and Innovation pour sa contribution au développement de l'architecture RISC[5]
- En 1992, John Cocke reçoit le prix d'inventeur de l'année décerné par l'IPO pour la co-invention des instructions RISC[6]
- En 1994, John Cocke reçoit le Computers & Communications Prize décerné par la NEC Foundation
- En 1994, John Cocke reçoit National Medal of Science pour sa contribution à l'amélioration des techniques de construction de compilateurs et au développement des architectures hautes performances[7]
- En 1999, il reçoit le Prix Seymour Cray décerné par l'IEEE[8]